# La Démence de Jeanne de Castille
La Démence de Jeanne de Castille est un tableau peint par Lorenzo Valles en 1867. 
Il est conservé au musée du Prado à Madrid. En 2014, il est prêté au Musée des beaux-arts de Lyon dans le cadre de l'exposition L'invention du Passé. Histoires de cœur et d'épée 1802-1850.